# Néstor Meza Prieto
Néstor Meza Prieto fue un ingeniero militar que alcanzó el grado de Coronel y ejerció la Gobernación de Santander.

## Carrera militar
Con el grado de Teniente Coronel, ocupó en 1943 la dirección de la Escuela de Ingenieros Militares.

## Cargos políticos
Fue nombrado como Gobernador de Santander por el presidente Gustavo Rojas Pinilla el 26 de junio de 1953. Integró en su gabinete a José J. Amaya como secretario de Gobierno, Gabriel González Cadena como secretario de Hacienda y Ciro López Mendoza como secretario de Educación. 
A los 4 días de asumir el cargo, Meza propuso la creación de la secretaría departamental de agricultura, ganadería y colonización, para lo cual nombró una comisión de expertos locales. Posesionó como alcalde de Bucaramanga a Guillermo Sorzano González. Reactivó el Comité Pordefensa de los Derechos Santandereanos. Designó al coronel Luis Enrique Moreno Vásquez como comandante de la policía departamental y al mayor Luis Alberto Pérez González como alcalde de Barrancabermeja, inauguró el aeródromo de Málaga, recibió la comisión planificadora integrada por Jacques Torf, Albert Hirchman y José Giordanelli Carrasquilla para la proyección del desarrollo de Santander y creada la Empresa de Teléfonos Automáticos de San Gil. Creó las visitadurías de oficinas públicas en Bucaramanga, San Gil, Zapatoca y Vélez destinadas a conocer las quejas de la ciudadanía sobre el funcionamientos de las dependencias departamentales y municipales así como del destino de los recursos públicos.
El 13 de agosto de 1953, el coronel Meza fue nombrado como jefe de Territorios Nacionales del Ministerio de Gobierno en reemplazo de Eduardo Castro Osorio, destinado a la jefatura de negocios generales de la misma cartera.
- Datos: Q47495261